# 阿爾貝托·波米尼
阿爾貝托·波米尼（義大利語：Alberto Pomini；1981年3月17日—）是一位意大利足球運動員。在場上的位置是守門員。自2008年以來，他身穿17號球衣。